# Kamienne Słuczańskie
Kamienne Słuczańskie (ukr. Кам'яне-Случанське, Kamjane-Słuczanśke) – wieś na Ukrainie, w obwodzie rówieńskim, w rejonie sarneńskim, w hromadzie Wyry. W 2001 liczyła 1379 mieszkańców.
W okresie międzywojennym wieś znajdowała się w granicach II RP, wchodząc w skład gminy Klesów w powiecie sarneńskim, w województwie wołyńskim.